# ディエゴ・バルデス
ディエゴ・アルフォンソ・バルデス・コントレラス（Diego Alfonso Valdés Contreras , 1994年1月30日 - ）は、チリ・首都州サンティアゴ出身のサッカー選手。リーガMX・クラブ・アメリカ所属。ポジションはミッドフィールダー。

## クラブ経歴
2010年のカンペオナート AFP PlanVitalのアウダックス・イタリアーノに入団。2012年にトップチームに昇格。2年間はBチームとの二種登録でプレーし、2014-15シーズンより正式にトップチームに定着。2015-16シーズンには自己最高の6ゴールを決めた。
2016年6月14日、リーガMXのモナルカス・モレリアと契約。加入1年目の2017-18シーズンはリーグ戦7ゴールを記録。2019年1月1日にサントス・ラグナに移籍した。

## 代表経歴
2013年にトルコで開催されたFIFA U-20ワールドカップにU-20のチリ代表に招集されるも不出場で終了。2015年1月29日のアメリカ戦でフル代表デビュー。しかし、結果的に連覇を達成したコパ・アメリカ2015とコパ・アメリカ・センテナリオは未招集で終了。2018年6月8日のポーランド戦で、代表初ゴールを記録。2019年5月にはコパ・アメリカ2019の代表メンバー招集が決定。しかし、バルデス自身に出番はなく、代表も4位に終わり、大会三連覇を逃した。

## エピソード
2018年9月、日本代表と韓国代表との親善試合の為に東アジアに遠征していたチリ代表は、韓国で記念撮影などに応じていたものの、そこでバルデスは韓国人を差別するポーズ (両手親指で目を吊り上げるポーズ) を行い、その写真がSNSで出回り、非難を受けた。バルデスは代表チームの公式アカウントを通じて謝罪した。11日開催の試合では、バルデスには試合中ブーイングが浴びせられ、ソン・フンミンがバルデスを股抜きフェイントでかわした時には大歓声が起こった。